# نمازخانه گئورگ مقدس، نرکین آزا
نمازخانه گئورگ مقدس، نرکین آزا (ارمنی: Սուրբ Գևորգ մատուռ (Ներքին Ազա)) یک کلیسا متعلق به کلیسای حواری ارمنی واقع در شهر نرکین آزا، جمهوری خودمختار نخجوان جمهوری آذربایجان می‌باشد. ساخت و ساز این ساختمان در سده‌های ۱۶–۱۷ام میلادی به پایان رسید. این بنا به سبک معماری ارمنی طراحی شده‌است.